# 3-reguláris gráf

A Petersen-gráf egy 3-reguláris gráf.

A teljes páros gráf a páros 3-reguláris („bicubic”) gráfok közé tartozik

A matematika, azon belül a gráfelmélet területén egy 3-reguláris gráf vagy trivalens gráf, esetleg kubikus gráf (cubic graph, trivalent graph, 3-regular graph) olyan reguláris gráf, melyben minden csúcs fokszáma három.
A páros 3-reguláris gráfok angol nyelvterületen saját nevet kaptak: bicubic graph.

## Szimmetria
1932-ben Ronald M. Foster elkezdte gyűjteni a 3-reguláris szimmetrikus gráfokat, ami később a Foster censussá nőtte ki magát. A jól ismert, egyedi gráfok közül jó néhány 3-reguláris és szimmetrikus: ilyen például a három ház–három kút-gráf, a Petersen-gráf, a Heawood-gráf, a Möbius–Kantor-gráf, a Papposz-gráf, a Desargues-gráf, a Nauru-gráf, a Coxeter-gráf, a Tutte–Coxeter-gráf, a Dyck-gráf, a Foster-gráf és a Biggs–Smith-gráf is. W. T. Tutte a szimmetrikus 3-reguláris gráfokat azon legkisebb s egész paraméterük szerint osztályozta, melyre igaz, hogy a gráf két, s hosszúságú irányított útját a gráf pontosan egy szimmetriája képezi le egymásba. Megmutatta, hogy s legfeljebb 5 lehet, és példákkal szolgált az s lehetséges értékeit 1-től 5-ig fölvevő gráfokra is.
A félszimmetrikus 3-reguláris gráfok közé tartozik a Gray-gráf (a legkisebb félszimmetrikus 3-reguláris gráf), a Ljubljana-gráf és a Tutte 12-cage.
A Frucht-gráf a semmilyen szimmetriával nem rendelkező két legkisebb 3-reguláris gráf egyike: egyetlen gráfautomorfizmussal rendelkezik, az identitással.

## Színezés és független csúcshalmazok
A Brooks-tétel szerint a K4 teljes gráfon kívül az összes, összefüggő 3-reguláris gráf kiszínezhető legfeljebb három színnel. Ebből az is következik, hogy a K4-en kívüli összefüggő 3-reguláris gráf rendelkezik n/3 csúcsból álló független halmazzal, ahol n a gráf csúcsainak száma: egy 3-színezés legnagyobb színosztályában például mindig található legalább ennyi csúcs.
A Vizing-tétel értelmében minden 3-reguláris gráf élszínezéséhez elegendő 3 vagy 4 szín. A 3-élszínezést Tait-színezésnek nevezik, és a gráf éleit három teljes párosításba osztja szét. A Kőnig-tételből következik, hogy minden 3-reguláris páros gráf rendelkezik Tait-színezéssel.
Az olyan hídmentes 3-reguláris gráfokat, melyek nem rendelkeznek Tait-színezéssel (élkromatikus számuk 4), snarkoknak nevezik. A snarkok közé tartozik a Petersen-gráf, a Tietze-gráf, a Blanuša-snarkok, a virág-snarkok, a kettőscsillag-snark, a Szekeres-snark és a Watkins-snark. Végtelen számú különböző snark létezik.

## Topológia és geometria
A 3-reguláris gráfok a topológia területén számos helyen előbukkannak. A 3-reguláris gráfok előállnak a háromdimenziós egyszerű poliéderek gráfjaiként – ezek a poliéderek, mint amilyen a szabályos dodekaéder is, azzal a tulajdonsággal rendelkeznek, hogy minden csúcsukban pontosan három lapjuk találkozik.

Síkba ágyazás reprezentációja gráfkódolt térképként

Egy kétdimenziós felületbe történő bármely gráfbeágyazás reprezentálható egy 3-reguláris gráfstruktúrával, amit gráfkódolt térképnek (graph-encoded map, gem) neveznek. Ebben a struktúrában a gráf minden csúcsa a beágyazás egy flagjét (kölcsönösen szomszédos csúcs-él-lap hármasát) reprezentálja. Minden flag három szomszédja az a három flag, ami előállítható a kölcsönösen szomszédos három tag valamelyikének megváltoztatásával a másik kettő változatlanul hagyásával.

## Hamilton-kör létezése
Sokan vizsgálták már a 3-reguláris gráfok Hamilton-köreit. 1880-ban P.G. Tait felállította sejtését, miszerint minden poliédergráfnak van Hamilton-útja. William Thomas Tutte 1946-ban hozott a Tait-sejtésre ellenpéldát, a 46 csúcsú Tutte-gráfot. Tutte 1971-es sejtése szerint minden páros, 3-reguláris gráfnak van Hamilton-köre. Erre Joseph Horton hozott ellenpéldát, a 96 csúcsú Horton-gráfot. Mark Ellingham később két további ellenpéldát konstruált: ezek az Ellingham–Horton-gráfok. A Barnette-sejtés, Tait és Tutte sejtéseinek még eldöntetlen kombinációja szerint minden páros, 3-reguláris poliédergráfnak van Hamilton-köre. Ha egy 3-reguláris gráfnak van Hamilton-köre, az LCF-jelölés segítségével röviden lehet hivatkozni rá.
Ha egy 3-reguláris gráfot egyenletes eloszlás szerint véletlenszerűen kiválasztunk az összes n-csúcsú 3-reguláris gráf közül, nagyon valószínű, hogy lesz Hamilton-köre: az n-csúcsú 3-reguláris gráfok közül a Hamilton-körrel rendelkezők aránya egyhez tart, ahogy n a végtelenhez.
David Eppstein sejtése szerint az n-csúcsú 3-reguláris gráfok legfeljebb 2n/3 (azaz kb. 1,260n) különböző Hamilton-körrel rendelkeznek; Eppstein megadott gráfokat, melyekre ténylegesen teljesül az egyenlőség. A legjobb bizonyított felső becslés a különböző Hamilton-körök számára {\displaystyle O(1{,}276^{n})}.

## Egyéb tulajdonságok
Egy n-csúcsú 3-reguláris gráf útszélessége legfeljebb n/6. Az útszélesség spektrális gráfelméleti eszközökkel megállapított, egyben elő is forduló alsó korlátja 0,082n. Nem ismert, hogyan lehetne ezen alsó korlát és az n/6 felső korlát közötti intervallumot szűkíteni.
Az Euler által 1736-ban bizonyított kézfogás-lemma következménye, hogy minden 3-reguláris gráf páros számú csúccsal rendelkezik.
A Petersen-tétel kimondja, hogy minden 3-reguláris, hídmentes gráfnak van teljes párosítása.
Lovász és Plummer sejtése szerint minden 3-reguláris hídmentes gráfnak a csúcsok száma szerint exponenciálisan növekvő számú teljes párosítása van. A sejtés bizonyítását 2011-ben publikálták, megmutatva, hogy a 3-reguláris hídmentes, n csúcsú gráfok legalább 2n/3656 teljes párosítással rendelkeznek.

## Algoritmusok és bonyolultság
Sokan vizsgálták az általános esetben exponenciális időt igénybe vevő algoritmusok komplexitását abban az esetben, ha 3-reguláris gráfokra korlátozzuk őket. Például a gráf útfelbontásán dinamikus programozás alkalmazásával Fomin és Høie megmutatták, hogy találhatók meg a maximális elemszámú független halmazok 2n/6 + o(n) időben. Az utazó ügynök problémája 3-reguláris gráfokon O(1,2312n) időben és polinom tárban megoldható.
Számos gráfoptimalizálási probléma APX-nehéz, ami azt jelenti, hogy bár léteznek közelítő algoritmusok, melyek approximációs rátájának konstans korlátja van, nincs olyan polinomiális approximációs sémájuk, melyben az arány 1-hez tart, hacsak nem P=NP. Az ilyen problémák közé tartozik a minimális csúcslefedés, a maximális elemszámú független csúcshalmaz, a minimális domináló halmaz és a maximális vágás megkeresése.
A metszési szám (síkba rajzoláskor az élek metszéspontjainak lehetséges minimális száma) meghatározása 3-reguláris gráfoknál is NP-nehéz, de approximálható.
Az utazó ügynök problémájának 3-reguláris gráfokon való approximációja NP-nehéz, ha a közelítés faktora kisebb 1153/1152-nél.

## Fordítás
- Ez a szócikk részben vagy egészben a Cubic graph című angol Wikipédia-szócikk ezen változatának fordításán alapul.  Az eredeti cikk szerkesztőit annak laptörténete sorolja fel. Ez a jelzés csupán a megfogalmazás eredetét és a szerzői jogokat jelzi, nem szolgál a cikkben szereplő információk forrásmegjelöléseként.